# Чувашское Шаймурзино
 Чувашское Шаймурзино  (чув. Чӑваш Шемӗршел) — село в Дрожжановском районе Татарстана. Входит в состав Старошаймурзинского сельского поселения.

## География
Находится в юго-западной части Татарстана на расстоянии приблизительно 25 км на восток по прямой от районного центра села Старое Дрожжаное на речке Малая Цильна.

## История
Основано по местным данным в середине XVII века. В письменных источниках фигурирует с 1764 года с названием Уразбаево. В начале XX века действовала церковь.

## Население
В 1926 году числилось 543 жителя, в 1938 — 723, в 1949 — 637, в 1958 — 673, в 1970— 578, в 1979— 384, в 1989— 258. Постоянное население составляло 277 человек (чуваши 97 % в 2002 году), 259 в 2010.